# Kreuzenstein

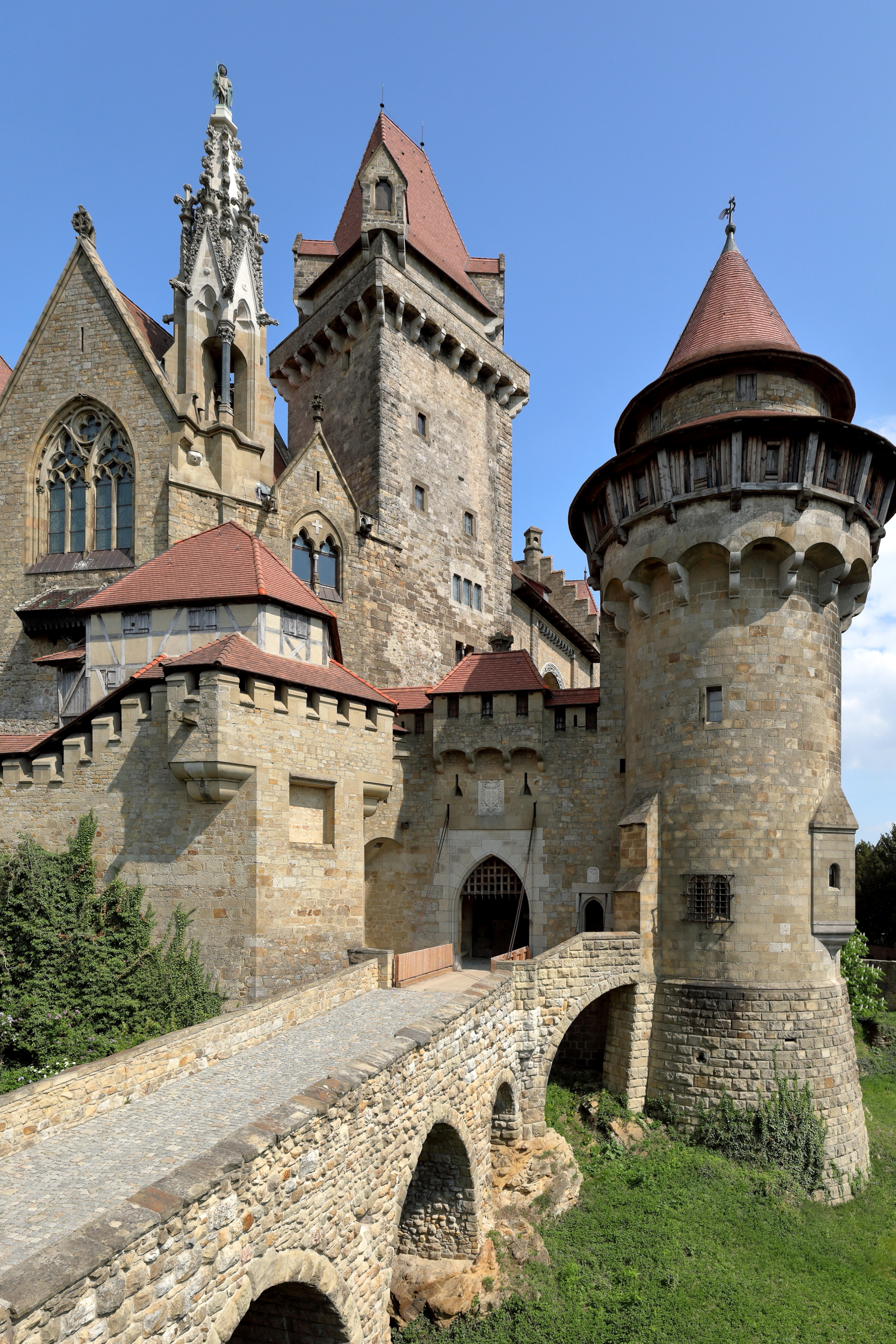
Hlavní brána hradu

Hrad Kreuzenstein je hrad přestavěný na zámek u městysu Leobendorf v okrese Korneuburg v rakouské spolkové zemi Dolní Rakousy, několik kilometrů na sever od Vídně. Přestavbu na zámek nechal provést v letech 1874–1906 hrabě Johann Nepomuk Wilczek.

## Poloha
Hrad stojí severně od Dunaje na návrší Rohrwaldu, přímo nad městem Leobendorf mezi městy Korneuburg a Stockerau. Hrad je v nadmořské výšce 266 metrů a nad řekou Dunaj asi 100 metrů.
Návrší je nedaleko ohbí Dunaje u Vídeňské brány, takže umožňuje a rozšiřuje výhled do Korneuburské pánve. Přibližně naproti, u jižního břehu Dunaje, stojí hrad Greifenstein.

## Historie

### Středověký hrad Habsburků
Původní hrad Kreuzenstein byl postaven, jako většina hradů v Dolních Rakousích, ve 12. století. Formbachové pocházející z hrabství Formbach postavili hrad, když sňatkem získali do vlastnictví vodní hrad. Za Přemysla Otakara II. z Čech přešel hrad v roce 1278 do vlastnictví Habsburků.
Pronásledovaný novokřtěnec Balthasar Hubmaier byl roku 1527 ve Waldshutu (Přední Rakousko|Südbaden) pod pravděpodobně chybnou záminkou zajat a držen ve vazbě na hradě Kreuzenstein a předán Habsburkům, kteří ho postavili před inkviziční soud, odsoudili k trestu smrti a poprava se konala ve Vídni dne 10. března 1528.
Za třicetileté války hrad nebyl dobyt. Potom se ale do hradu dostal švédský polní maršál Lennart Torstenson a při svém odchodu v roce 1645 nechal hrad na několika místech odstřelit.

### Obnova za hrabat Wilczeků
Než se hrad stal zříceninou, přešel v 18. století do vlastnictví hrabat Wilczků, kteří měli velkou moc, když jako majitelé uhelných dolů ve Slezsku zbohatli. Než se stal Johann Nepomuk Wilczek polárním výzkumníkem, začal v roce 1874 na stejném místě poznenáhlu přestavovat hrad, který se sice ve vzhledu naprosto dřívějšímu hradu nepodobal (románský a gotický vzor hradu), ale existovaly zbytky středověkého hradu (zejména části ohradní zdi, zdivo východní věže a část kaple). Poněkud zručným zábleskem jsou zbytky zdiva středověké části stavby v 19. století dobře zvýrazněné. Vedení stavby převzal v roce 1895 architekt Carl Gangolf Kayser (1837–1895), po něm projekt převzal rytíř Humbert Walcher von Molshein. Pod kaplí byla zřízena rodinná hrobka, ve které je Johann Nepomuk Wilczek pochován. Celý objekt je sestaven z architektonických fragmentů staveb středověkých hradů, dochovalo se množství zlomků, které Wilczek přivážel z celé Evropy. Mimoto byl hrad vybavený množstvím středověkých předmětů vnitřního vybavení. Práce trvaly 30 let – oficiálně otevření proběhlo 6. června 1906. Mezi jinými byl přítomen i císař Wilhelm II. Roku 1915 došlo k požáru, po úderu blesku shořela část archivu a knihovny v jednom křídle stavby.
Při bojových akcích v roce 1945 mezi německým Wehrmachtem a Rudou armádou byla část hradu velmi poškozena a mnoho cenných kusů ze sbírek rozkradeno. Ze sbírek rukopisů hraběte Wilczeka se část nachází v Rakouské národní knihovně.
Hrad oblíbeným místem výletníků z Vídně a okolí jako muzeum. Koncem června bývá pořádána klasická hradní serenáda na hradním nádvoří. Kromě toho se na kopci nacházejí zámecké restaurace, a areál dravců Adlerwarte Kreuzenstein, který organizuje výstavy dravých ptáků.

## Hrad jako filmová kulisa
Na hradě se točilo několik filmů:
- 1956 Willi Forst zde natočil některé scény svého filmu Kaiserjäger.
- V sedmdesátých letech se točilo několik hororů:
  - 1972 italský horor Baron Blood)
  - 1972 pornoscény filmu Die Stoßburg, u jehož výroby vypomáhali i někteří obyvatelé Leobendorfu.
  - 1972 scény k filmu Die Einsteiger.
  - 1972 dva díly filmu Tom-Turbo se odehrávaly na hradě
- 1993 Disney-Film Die drei Musketiere zčásti natáčeny na hradě.
- 2004 natočena část filmu Henker.
- 2006 hudební DVD skupiny Gregorian.
- 2010 Kreuzenstein jako podivný hrad filmovou kulisou pro film Season Of The Witch, hlavní role Nicholas Cage.